# Історія Берліна

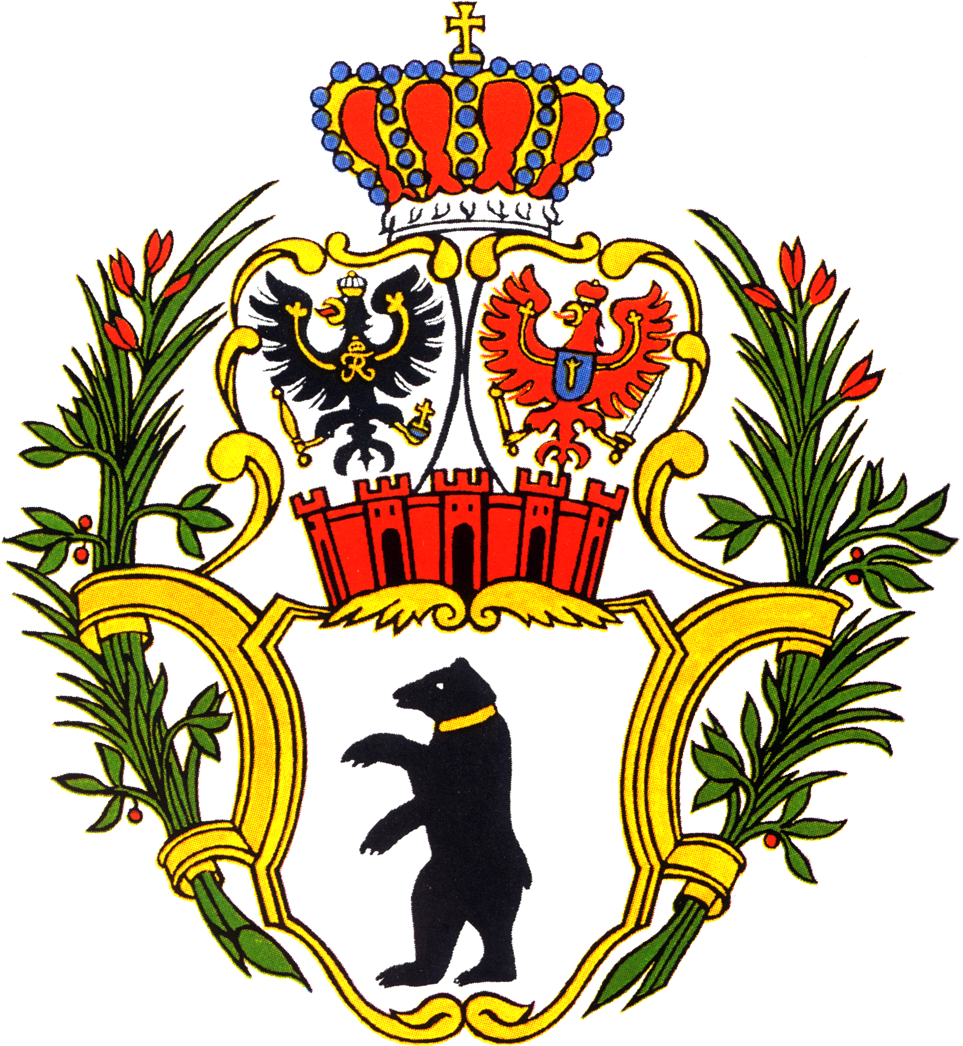
Історичний герб Берліна (1839 р.)

Історія Берліна — історія поселення, яке стало столицею Німеччини.
Берлін — одне з найбільших міст Європи, важливий культурний, науковий, політичний центр Європи.
Із часу історії, Берлін не раз був головним містом німецьких державних утворень, зокрема Бранденбурзького маркграфства, Прусського королівства, Німецької імперії, Східної Німеччини. З часу возз'єднання Німеччини у 1990 році Берлін — загальнонімецька столиця.

## Перші згадки

### Рання історія
98 рік: Тацит описав територію Німеччини. Те, що зараз в Берліні, в стародавні часи було далеко за межами кордонів Римської імперії. Німецькі племена жили в цьому регіоні (деякі експерти[хто?] стверджують, що слов'янські народи, можливо, поселилися тут до того: див пшеворська культура). У постримському періоді міграції вони вирушили в інші країни, ймовірно, щоб стати частиною нового правлячого класу на зайнятих територіях Західної Римської імперії. Невідомо, чи є постійне поселення на тому місці, що сьогодні відоме як Берлін.
VI століття: деякі культурні кластери (тобто Прага-Корчак культури) слов'янських племен з самого початку сході переходять[уточнити] в малонаселеній місцевості між Ельбою і Одером річок.
720: два слов'янські племені оселилися в районі Берліна. Hevelli оселилися на річці Хафель з центральним врегулювання в Бранденбурзі, яка дала назву всій території. Sprevane оселився недалеко від річки Шпрее в районі сьогоднішнього Берліна Кепеник.
Близько 750: Hevelli заснована Spandow (Spandau сьогодні) на річці Гавел. Це, здається, найближчий селище в області, яка сьогодні відома як Берлін.[джерело?]
825: Шпандау і Кепеник були захищені бар'єрами. Вони були великі населені пункти, а потім міста в районі до початку 11 століття. Рано 9-го століття: слов'янські племена селитися в околицях міста пізніше в Берліні.948: імператор Оттон I Великий ввів німецький контроль над даний час в основному слов'янських жителів району і заснував єпархії Havelberg і Бранденбург.
950: маркграф Геро провів кілька кампаній проти слов'ян оселилися в цьому районі, на великій території регулюється Геро була розділена після його смерті в 965 році в кілька маршів, Northmarch, Saxon березня Лужиці і багато іншого.
972: Мешко I переміг маркграф Hodo на Oderberg і Cedynia на річці Одер в битві Cedynia. Пізніше його син Болеслав I тимчасово завойованих земель «уздовж моря» (лонгум Маре), який в 1046 документ імперської називається Померанія.
983: імператор Оттон II помер.983: У великому повстанні слов'яни знищили німецький контроль з території нинішньої землі Бранденбург. Монастирі були спалені, священики і німецькі чиновники вбиті або вигнані. Слов'янські племена, що жили на схід від Ельби залишалися язичницькими на найближчі 150 років.12-го століття: німецькі королі та імператори відновили контроль над даний час в основному слов'янських населених земель. Слов'янські жителів області були або вигнані, або стали предметом німецьких феодалів. Багато слов'янські жителі пережили завоювань і живуть там досі, наприклад, сербів і Lusatians. Церква принесла єпархії, який з їх стінами міст, що надається захисту містян від нападу. З ченців та єпископів, історія міста Бранденбург, який з часом став Бранденбург, почалися.
1134: Після хрестового походу, німецький магнат Альберт Ведмідь отримав Північної березні імператора Священної Римської імперії Лотар II. Протягом деякого часу до 15-го століття, частина області, яка стала б Бранденбург був заселений слов'янськими венедів, чиї нащадки досі складає частину сучасного населення району. Контроль Альберта регіоні номінальної протягом кількох десятиліть, але він брав участь в різних кампаніях проти венедів, а також більше дипломатичних зусиль, які бачили його управління стало реальнішим в середині 12 століття.
1150: Альберт Ведмідь офіційно успадкував частину Бранденбурга з останніх Wendish князь, Pribislav. Його нащадки, Ascanians, а потім добилися значного прогресу в християнізації і культивування землі. Існував ніколи не відмінності, кожен з німецьких правителів, і слов'янських та германських племен шлюб. Для історії Бранденбурга область звідси, див. Історія Бранденбурга.

## XIII–XIV століття
Протягом усіх цих подій, площа Берліна сьогодні, що містяться невеликого рибальського села і сільського господарства. Після 1200 року: Відповідно до внуками Альберт Ведмідь, Отто і Йоганн, два міста, Cölln в 1237 році і в Берліні в 1244 році, був заснований на березі річки Шпрее. Ім'я Cölln, можливо, були обрані в зв'язку з участю архієпископа Кельна залучення поселенців з району Рейну (як далеко на північ Фрисландія) для створення болотистій території уздовж Шпрее. Пізніше Берлін і Cölln були об'єднані в одне місто, один із сучасних районів Берліна є Нойкельн, названий на честь Cölln.Геральдики Палати Асканія правлячої в Бранденбурзі, червоний орел і чорний ведмідь (и), були частиною конституції Берліні, зображений в безперервному документи досі. Ведмідь геральдичний описана в багатьох інших містах правили Будинок Асканія та інших міст Священної Римської імперії в той час, як Берн.28 жовтня 1237: вперше згадується в документах.
- 1244: Берлін вперше згадується в документах.
- 1251: Перша згадка про місто правами на Берлін.
- 1253: Перша відома Берлінська друк документів з Бранденбургом червоний орел.
- 1280: Перші збереглися Берліні друк документа зображують 2 вертикально ведмедя з Бранденбурзьких орла в центрі.

Назва Берліні записується в латинській мові документи, як «Berolina». Етимологія назви невідомо, але може бути пов'язаний з Старий полабських стовбурових berl-/birl- «болото».
- 1307: Міста-побратими Берліні та Кельн формується торговий союз з політичних питань та питань безпеки, а також брав участь в Ганзи. Їх розвиток міст відбулися паралельно протягом 400 років. Близько 1400: Берлін і Кельн було 8000 жителів. Не так багато залишилося від цих древніх громад, хоча деякі залишки можна побачити в Nikolaiviertel, поруч з Rotes Rathaus, і Klosterkirche, недалеко від Александерплац сьогодні. Велика пожежа центрі міста в 1380 році найбільш пошкоджені письмові згадки про тих перших років, а також великі спустошення Тридцятилітньої війни і подальшого руйнування війни.

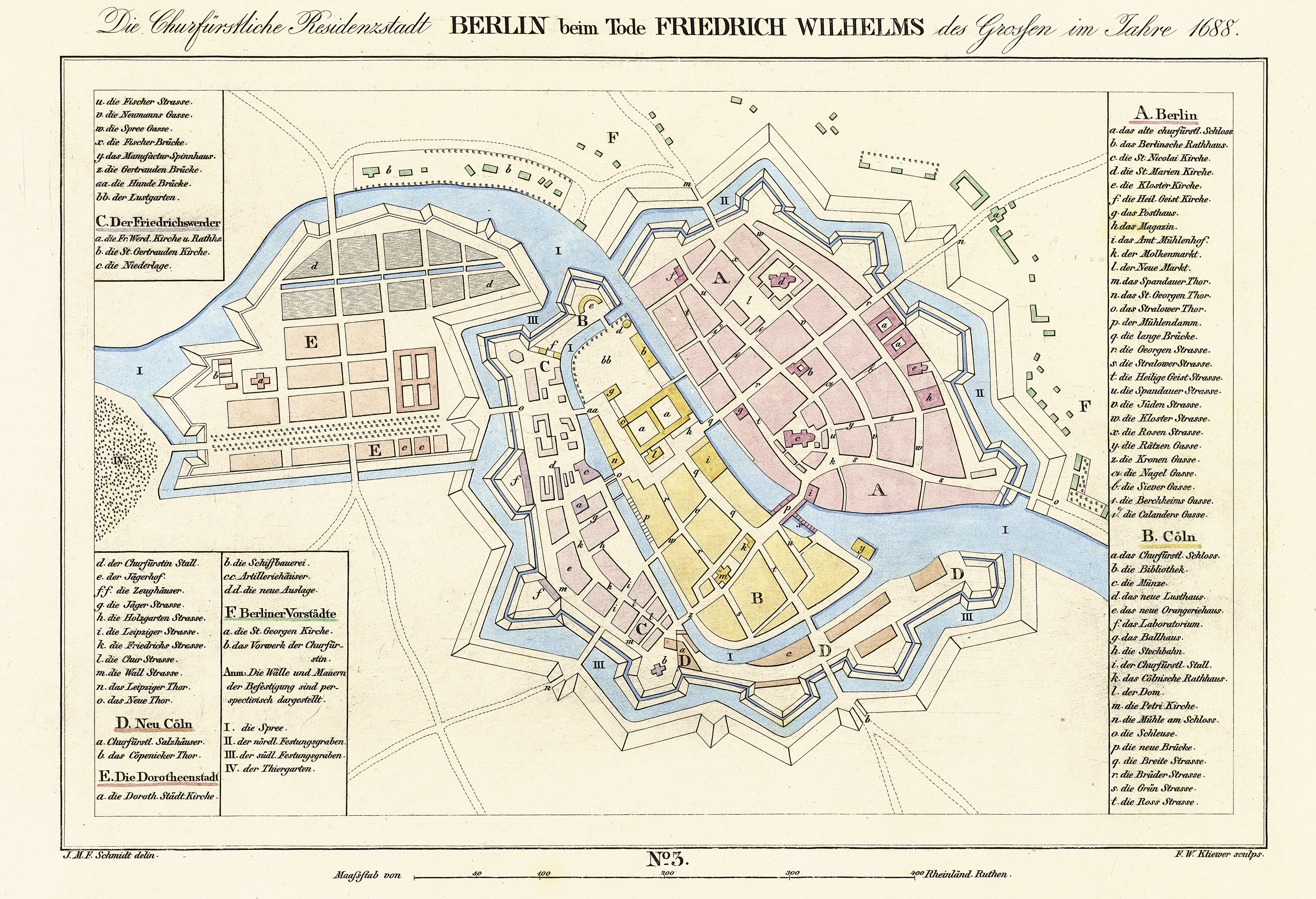
Берлін в 1688 році (малюнок 1835 року)

## XVIII–XIX століття
У 1701 році Фрідріх III коронувався королем Пруссії (точніше, «королем в Пруссії», оскільки йому належала не вся Пруссія) під ім'ям Фрідріха I. Король був зайнятий в першу чергу іміджем своєї держави. На цей захід від міста за його наказом був побудований палац Шарлоттенбург, а до 1707 року був перебудований в резиденцію Міський палац. Згідно з указом від 18 січня 1709 п'ять незалежних міст Берлін, Кельн, Фрідріхсвердер, Доротеенштадт і Фрідріхштадт об'єдналися на 1 січня 1710 року в «королівський головне місто-резиденцію Берлін». Незабаром після цього за міськими воротами міста стали з'являтися нові передмістя. Син Фрідріха I Фрідріх Вільгельм I вступив на прусський престол в 1713 році і завдяки своїй природній економності перетворив Пруссію в серйозну військову державу. У 1709 році в Берліні проживало 55 000 чоловік, з них 5000 служили в армії. А в 1755 році населення Берліна становило 100 000 осіб, з яких солдатами були 26 000. За Фрідріха Вільгельма навколо Берліна з'явилася дерев'яна стіна з 14 воротами, відома як «акцизна стіна». Карта Берліна (1737 рік, південь зверху) Бранденбурзькі ворота. 1832 Берлін, Шарлоттенбург і Шпандау. 1842[прояснити] У 1740 році до влади прийшов Фрідріх II, відомий як Фрідріх Великий. Його також називали «філософом на троні», зокрема за його листування з Вольтером. При Фрідріха Великого місто стало центром Просвітництва. В цей час в Берліні проживав відомий філософ Мозес Мендельсон. При Фрідріха Вільгельма II, наступника Фрідріха Великого, в країні настав застій. Король був противником Просвітництва, застосовував цензуру та репресії. При Фрідріха Вільгельма II була зведена нова кам'яна міська стіна. Наприкінці XVIII століття за указом Фрідріха Вільгельма II були побудовані нові Бранденбурзькі ворота, які стали символом Берліна. У 1806 році в Берлін увійшли війська Наполеона. Почалися демократичні реформи, в Берліні з'явилося міське самоврядування. У 1809 році відбулися перші вибори до міського парламенту, хоча право голосу на них мали тільки заможні жителі чоловічої статі. У 1810 році був заснований Берлінський університет (нині Берлінський університет імені Гумбольдта), першим ректором якого став Йоганн Готліб Фіхте. У 1810–1811 роках першу берлінську щоденну газету «Берлінер Абендблеттер» видавав Генріх фон Клейст. У 1812 році євреї здобули свободу вибору професії. Поразка французів в 1814 році ознаменувало кінець епохи реформ.
У першій половині XIX століття почалася промислова революція. Чисельність населення різко зросла з 200 до 400 000 чоловік, і Берлін зайняв четверте місце серед найбільших міст Європи після Лондона, Парижа та Санкт-Петербурга. У 1838 році була запущена перша залізниця в Пруссії, що з'єднала Берлін і Потсдам. Потсдамський вокзал поклав початок стрімко розвивалася залізничної історії Берліна. Як і інші європейські міста Берлін був охоплений в 1848 році Березневій революцією. Фрідріху Вільгельму IV вдалося придушити революційний рух, що виразилося в Берліні в так званому «Барикадна повстанні». Однак пізніше почалися заворушення. Так, 14 червня 1848 року був розграбований взятий штурмом берлінський цейхгауз. Як наслідок, самоврядування міста було знову обмежено шляхом підвищення рівня доходу, який давав право голосу у виборах. Це призвело до того, що у виборах могли брати участь лише п'ять відсотків населення міста. Така виборча система збереглася в Берліні до 1918 року. У 1861 році королем став Вільгельм I. На початку його правління ще зберігалися надії на лібералізацію режиму. Вільгельм I призначив в уряд ліберальних міністрів і ухвалив рішення про будівництво Червоної ратуші. У 1861 році територія міста збільшилася за рахунок включення Веддінг і Моабіта, а також передмість Темпельхоф і Шенеберг. Подальший стрімкий ріст чисельності населення Берліна приніс місту великі проблеми. У цьому зв'язку в 1862 році вступив в дію так званий план Хобрехта, покликаний впорядкувати забудову Берліна і його околиць. Будівництво водопроводу та каналізації завдяки активній діяльності Рудольфа Вірхова створило основи для перетворення Берліна в сучасне місто.

## Німецька імперія
Під керівництвом Пруссії після закінчення Франко-прусської війни Німеччина об'єдналася по так званому малогерманскому шляху. У 1871 році була утворена Німецька імперія, імператором став Вільгельм I, рейхсканцлером — Отто фон Бісмарк. Берлін отримав статус імперської столиці. До того часу Берлін був промислове місто з населенням 800 000 чоловік. Міська інфраструктура не справлялася з таким ростом. У 1873 році почалося будівництво каналізації, що завершилося в 1893 році. За економічним бумом ґрюндерства настав крах, економічна криза другої половини 1870-х років. Перспективи міського розвитку, як і раніше залишалися предметом дискусій. 1 січня 1876 держава передала місту мости та вулиці. У 1882 році за так званим Кройцбергскому судовим рішенням функції будівельної поліції були обмежені попередженням небезпек, їй заборонялося надалі втручатися в естетичні аспекти будівництва. У 1884 році почалося будівництво Рейхстагу, завершиться 5 грудня 1894 року. У 1896 році у зв'язку зі зростанням дорожнього руху в Берліні почалося зведення підземки і приміської електрички. Райони навколо центру міста (Кройцберг, Пренцлауер-Берг, Фрідріхсхайн і Веддінг) в так званому вільгельмівському кільці стали забудовуватися багатоквартирними прибутковими будинками, щоб забезпечити житлом робітників. Південний захід міста з 1850 року забудовувався просторими житловими колоніями забудови віллами для заможного бюргерства, слідом за ними наприкінці XIX століття з'явилися квартали вілл і на заході міста. У 1909 році в Йоханністале відкрилося перше в Німеччині авіамоторне льотне поле. Перша світова війна призвела Берлін до голоду. Взимку 1916–1917 років за допомогою звернулося 150 000 голодуючих, почалися страйки. Після закінчення війни в 1918 році кайзер Вільгельм II зрікся престолу. Після Листопадової революції соціал-демократ Філіп Шейдеман і комуніст Карл Лібкнехт проголосили в Німеччині республіку. У наступні місяці Берлін виявився ареною вуличних боїв, що розгорнулися між різними політичними групами.

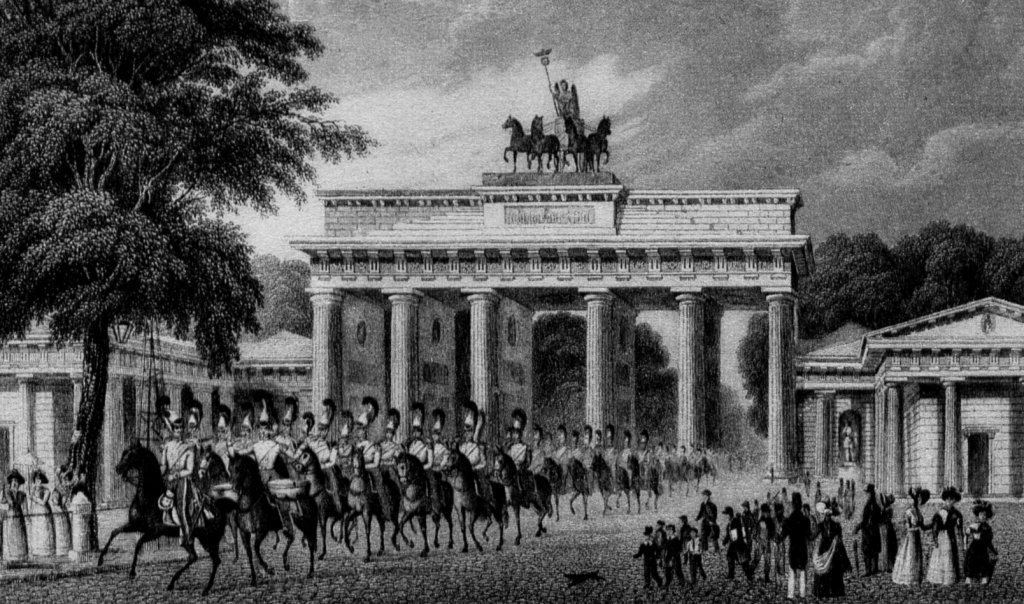
Бранденбурзькі ворота. 1832

## Веймарська Республіка
Наприкінці грудня 1918 року була заснована Комуністична партія Німеччини (КПГ). У січні 1919 року відбулося повстання спартакістів, що закінчилося поразкою, а 15 січня 1919 правими були вбиті Роза Люксембург і Карл Лібкнехт. У березні 1920 року Вольфганг Капп, засновник правою Німецькій вітчизняної партії, спробував скинути уряд. На його бік встали підрозділи берлінського гарнізону, було захоплене урядова будівля, в той час як сам уряд Веймарської республіки вже покинуло місто. Капповський путч був відвернений загальним страйком. 1 жовтня 1920 законом «Про освіту нової міської громади» був заснований Великий Берлін. До старого Берліна приєдналося сім міст: Шарлоттенбург, Кепеник, Ліхтенберг, Нойкельн, Шенеберг, Шпандау і Вільмерсдорф, 59 сільських громад і 27 маєтків. У Великому Берліні в цей час проживало 3804048 чоловік. У 1922 році в Берліні був убитий міністр закордонних справ Веймарської республіки Вальтер Ратенау. Місто перебувало в жалобі, на похорон політика зібралося півмільйона людей. Економічний стан міста і країни було гнітючим. За Версальським мирним договором Німеччина виплачувала високі репарації. Уряд намагався вирішити проблему за допомогою друкарського верстата. На тлі загальної економічної нестабільності це привело в 1923 році до гіперінфляції, яка боляче вдарила по робітникам, службовцям і пенсіонерам. Ситуація стала поліпшуватися з 1924 року завдяки новим угодам, досягнутим Веймарської республікою з державами-переможницями, фінансовій допомозі США та ефективнішій фінансовій політиці. Розпочався розквіт Берліна, так звані «золоті двадцяті». Цього часу Берлін перетворився в один з найбільших промислових центрів Європи. Культурним центром Європи Берлін зробили видатні особистості, що проживали в місті, такі як архітектор Вальтер Гропіус, фізик Альберт Ейнштейн, художник Георг Гросс, письменники Арнольд Цвейг, Бертольт Брехт і Курт Тухольський, актори і режисери Марлен Дітріх, Фрідріх Вільгельм Мурнау, Фріц Ланг. Нічне життя Берліна знайшла своє відображення в знаменитому фільмі «Кабаре». У 1924 році в Берліні відкрився аеропорт Темпельхоф. У тому ж році на території берлінської ярмарку відбулася перша міжнародна радіовиставка. Берлін став другим за величиною внутрішнім портом країни. Поступово, починаючи з 1924 року, електрифіковані міські, окружні та приміські залізниці в 1930 році об'єдналися в єдину систему S-Bahn, яка забезпечувала пересування більш ніж чотиримільйонного населення. У 1926 році до відкриття третьої радіовиставки в Берліні відбулася церемонія запуску радіовежі. У 1930–1933 роках «Союз космонавтики», до якого пізніше приєднався Вернер фон Браун, проводив свої перші випробування ракет на рідкому паливі на ракетному стартовому майданчику в Тегеле. Короткий період підйому перервала в 1929 році світова економічна криза. В цьому ж році Націонал-соціалістична німецька робітнича партія Адольфа Гітлера вперше отримала місця в міському парламенті. 20 липня 1932 уряд Пруссії, очолюваний Отто Брауном, було зміщено в результаті військового путчу, який отримав назву «Прусський путч». Крах республіки наближали екстремістські сили зліва і справа. 30 січня 1933 рейхсканцлером Німеччини був призначений Адольф Гітлер.

## Третій Рейх
У Веймарській республіці Берлін залишався оплотом соціал-демократії, до 1933 року всі спроби націонал-соціалістів утвердитися в імперській столиці отримували гідну відсіч.27 лютого 1933 в Берліні загорівся Рейхстаг. Підпал Рейхстагу був використаний НСДАП для того, щоб фактично заблокувати основні права і свободи Веймарської конституції. На 1933 рік у Берліні проживало 160 000 євреїв, що становило третину всього єврейського населення Німеччини і чотири відсотки населення імперської столиці. Третина з них прибули до Берліна зі Східної Європи та проживали в основному в бідняцьких халупах Шойненфіртель недалеко від Александерплац. Євреї з самого початку піддавалися переслідуванням нацистського режиму. У березні всіх лікарів єврейської національності клініки Шаріте змусили звільнитися. У перші тижні квітня нацисти інсценували так званий «бойкот євреїв» із закликом до берлінців утриматися від покупок в єврейських магазинах.
У 1936 році Берлін приймав літні Олімпійські ігри, використані Третім рейхом для націонал-соціалістичної пропаганди. Для збереження вигляду нормальної держави в очах світової громадськості були ослаблені дискримінація та репресії щодо євреїв. Так, наприклад, тимчасово були демонтовані таблички з написами «Євреїв користуватися заборонено». У 1937 році пропагандистські заходи супроводжували святкування 700-річчя Берліна. В цей час у націонал-соціалістів з'явилися плани перетворення Берліна в Столицю світу Німеччину. Проект архітектора Альберта Шпеєра передбачав гігантські магістралі-осі і монументальні будівлі. Незважаючи на це, що більшість об'єктів не було зведено, в сучасному Берліні можна виявити елементи цієї архітектури.
Трагічні події 9-10 листопада 1938 року увійшли в історію як Кришталева ніч. У Берліні горіли синагоги, були розгромлені єврейські магазини і будинки, заарештовано багато євреїв. У 1939 році в Берліні ще проживало 75 000 євреїв. 18 жовтня 1941 з берлінського вокзалу Груневальд в Ліцманштадт відправився перший з 63 потягів з євреями. Розпочався голокост. 50 000 євреїв було відправлено до концентраційних таборів, де більшість з них було вбито. Історичною віхою голокосту стала Ванзейської конференція, що відбулася в берлінському районі Ванзеє, на якій під керівництвом глави імперського міністерства безпеки Рейнхарда Гейдріха було ухвалено рішення про координацію дій з винищення євреїв на державному рівні. У Берліні холокост пережило 1200 євреїв.
За 30 км на північний захід від Берліна, в Оранієнбург знаходився концентраційний табір Заксенхаузен, де переважно містилися представники політичної опозиції і радянські військовополонені. У Заксенхаузені загинули тисячі ув'язнених. Ув'язнені Заксенхаузена направлялися на примусові роботи на заводах Берліна.
У 1939 році почалася Друга світова війна, яка спочатку не позначалася на житті Берліна. Перші авіанальоти британських ВПС на Берлін почалися в 1940 році, але збиток від них був відносно невеликий, оскільки Берлін майже повністю знаходився поза зоною досяжності британських бомбардувальників. З вступом у війну США втрати Берліна зросли. Британці бомбили Берлін вночі, а американці — вдень, тобто бомбардування тривали цілодобово. Тільки 18 березня 1945 місто зазнало бомбардування силами 1250 американських літаків. За деякими оцінками в бомбардуваннях загинуло близько 20 000 берлінців, більше півтора мільйонів жителів німецької столиці втратили дах. Деякі райони в центрі міста були повністю зруйновані. Околиці міста постраждали менше. В середньому в Берліні було зруйновано п'ята частина будівель, а в центрі — половина.
Серйозні втрати понесла і транспортна інфраструктура міста. Положення з постачанням після завершення війни був катастрофічним. На Берлін було скинуто 450 000 тонн бомб. 21 квітня 1945 почалася битва за Берлін, в якій брали участь радянські і польські з'єднання. 30 квітня 1945 Гітлер покінчив життя самогубством у своєму бункері під рейхсканцелярії. 2 травня 1945 місто капітулював, після вуличних боїв в Берлін увійшли радянські війська. Повоєнний Берлін являв собою жалюгідне видовище: 28,5 км² руїн, зруйновано 600 000 квартир, 100 000 пошкоджено. З початку війни Берлін втратив мільйон жителів.

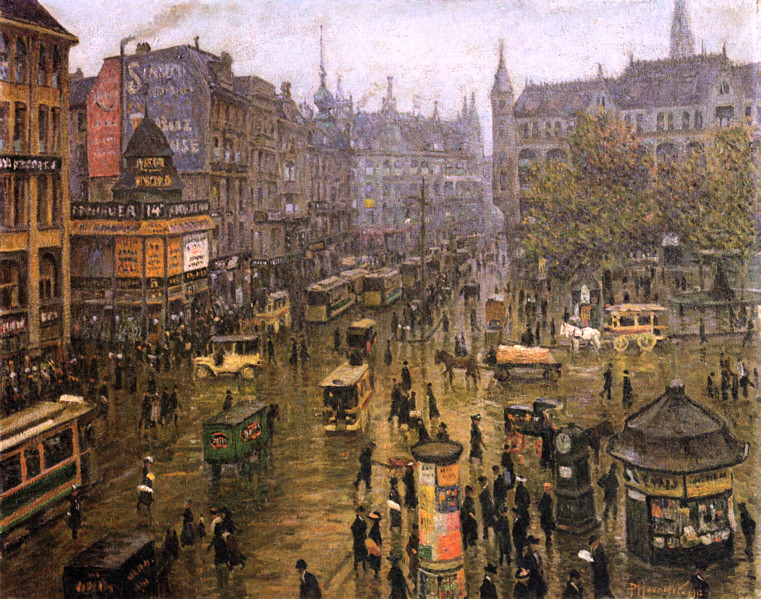
Берлін, 1912-й рік. «Шпіттельмаркт» (картина Пауля Гьоніґера)

## Поділений Берлін

Схема поділу Берліна після Другої Світової війни

На Ялтинській конференції, що проходила 2-11 лютого 1945 року, союзники ухвалили рішення про розподіл Німеччини на чотири окупаційні зони, а Берліна — на чотири окупаційних сектори. Кожна з чотирьох зон і кожен із секторів передавалися під контроль однієї з країн-союзниць: Великої Британії, Радянського Союзу, США та Франції. Тому влітку 1945 року радянські війська покинули західні сектора міста, зайняті ними в ході битви за Берлін. Уже в травні радянська комендатура Берліна призначила першим магістрат на чолі з Артуром Вернером і міське управління з числа членів КПГ. Незважаючи на поділ Берліна на сектори владні функції, як і раніше виконувала спільна комендатура. Але незабаром між союзниками загострилися конфлікти політичного характеру.20 жовтня 1946 у всіх чотирьох секторах міста відбулися перші вибори в міські збори депутатів Великого Берліна. На виборах перемогу отримали соціал-демократи, випередивши Християнсько-демократичний союз і Соціалістичну єдину партію Німеччини.5 грудня 1948 планувалося провести нові спільні вибори в міські збори депутатів Великого Берліна, але радянська влада відмовилися проводити вибори в своєму секторі. Навпаки, 30 листопада 1948 фракція СЄПН провела засідання міських зборів за участю делегацій трудових колективів підприємств Східного Берліна, на якому було ухвалено рішення про зміщення законно обраних членів магістрату і призначення обер-бургомістром Фрідріха Еберта, сина колишнього рейхспрезидента Еберта.

## Берлінський мур
13 серпня 1961 за рішенням уряду НДР почалося зведення Берлінського муру, який остаточно закріпив розділ міста на дві частини. Проект спорудження муру в Берліні мав гриф державної таємниці. Мур повинний був припинити еміграцію населення НДР на захід, яка завдавала молодій соціалістичній державі величезну економічну та кадрову шкоду. За укладанням перших кам'яних блоків рано вранці на Потсдамській площі спостерігали американські війська, що знаходилися в повній бойовій готовності. Незважаючи на те, що західні союзники отримали через своїх інформаторів інформацію про радикальні плани оточити Західний Берлін муром, точна дата проведення та масштаб будівельних робіт виявився для них сюрпризом. Оскільки доступ американців до Західного Берліна при цьому не обмежувався, вони не зробили військових дій. У 1963 році в Берліні побував президент Сполучених Штатів Америки Джон Ф. Кеннеді. У Шенебергской ратуші Кеннеді виступив перед жителями Західного Берліна з промовою, присвяченою Берлінському муру, в якій прозвучали стали історичними слова: «Я — берлінець». Для мешканців Західного Берліна, острівця демократії в центрі ГДР, це означало дуже багато, але, якщо врахувати, наскільки толерантно американці поставилися до самого зведення муру, мова Кеннеді являла собою тільки символічний жест. Для західних союзників і НДР будівництво муру принесло політичну і військову стабільність, статус-кво Берліна був у буквальному сенсі зацементований. СРСР відмовився від своєї вимоги перетворення Західного Берліна в демілітаризоване «вільний» місто, заявленого в ультимативній промови Хрущова в 1958 році. У 1971 році Чотиристороння угода щодо Західного Берліна вирішила питання транспортної досяжності Західного Берліна і зняло можливу економічну загрозу від блокади транспортного сполучення з цією частиною міста. Чотири держави-переможниці підтвердили свою спільну відповідальність за Берлін в цілому і встановили, що Західний Берлін не входить до складу ФРН і не керується нею. У той час, як Радянський Союз поширював дію Чотиристоронньої угоди тільки на Західний Берлін, в 1975 році західні держави у своїй ноті в ООН підкреслили власне бачення чотиристороннього статусу Берліна, що діяв у відношенні міста в цілому.

## Падіння муру
Перебуваючи в жовтні 1989 року з візитом в Берлін з нагоди святкування 40-ї річниці утворення НДР, М. С. Горбачов у своїй промові заявив, що заборонні заходи відносно громадян НДР, які втекли з країни через кордони Угорщини та Чехословаччини, неприпустимі. 9 листопада, неправильно сприйнявши виступ на прес-конференції члена Політбюро СЄПН Гюнтера Шабовскі, прикордонники на переході Борнхольмер-штрассе (нім. Bornholmer Straße) пропустили зібралася там натовп через кордон. Прикордонники вирішили, що Політбюро СЄПН дозволило відкрити кордони, хоча остаточне рішення з цього питання ще не було ухвалено. Керівництво НДР після відставки в жовтні свого голови Еріха Хонеккера виявилося в повному замішанні. Багато берлінців, забравшись на мур біля Бранденбурзьких воріт, пустилися на радощах танцювати. Берлінський мур незабаром був знесений, а берлінці молотками добули собі історичні сувеніри з уламків муру. Обер-бургомістр Східного Берліна Тіно Швірціна і правлячий бургомістр Західного Берліна Вальтер Момпер приступили до переговорів для підготовки до майбутнього об'єднання розділеного міста. Тандем бургомістрів незабаром отримав жартівливі прізвиська Швірцомпер і Момпціна, а об'єднане міський уряд західноберлінського Сенату і східноберлінського магістрату іменували жартома «Магі-Сенат».

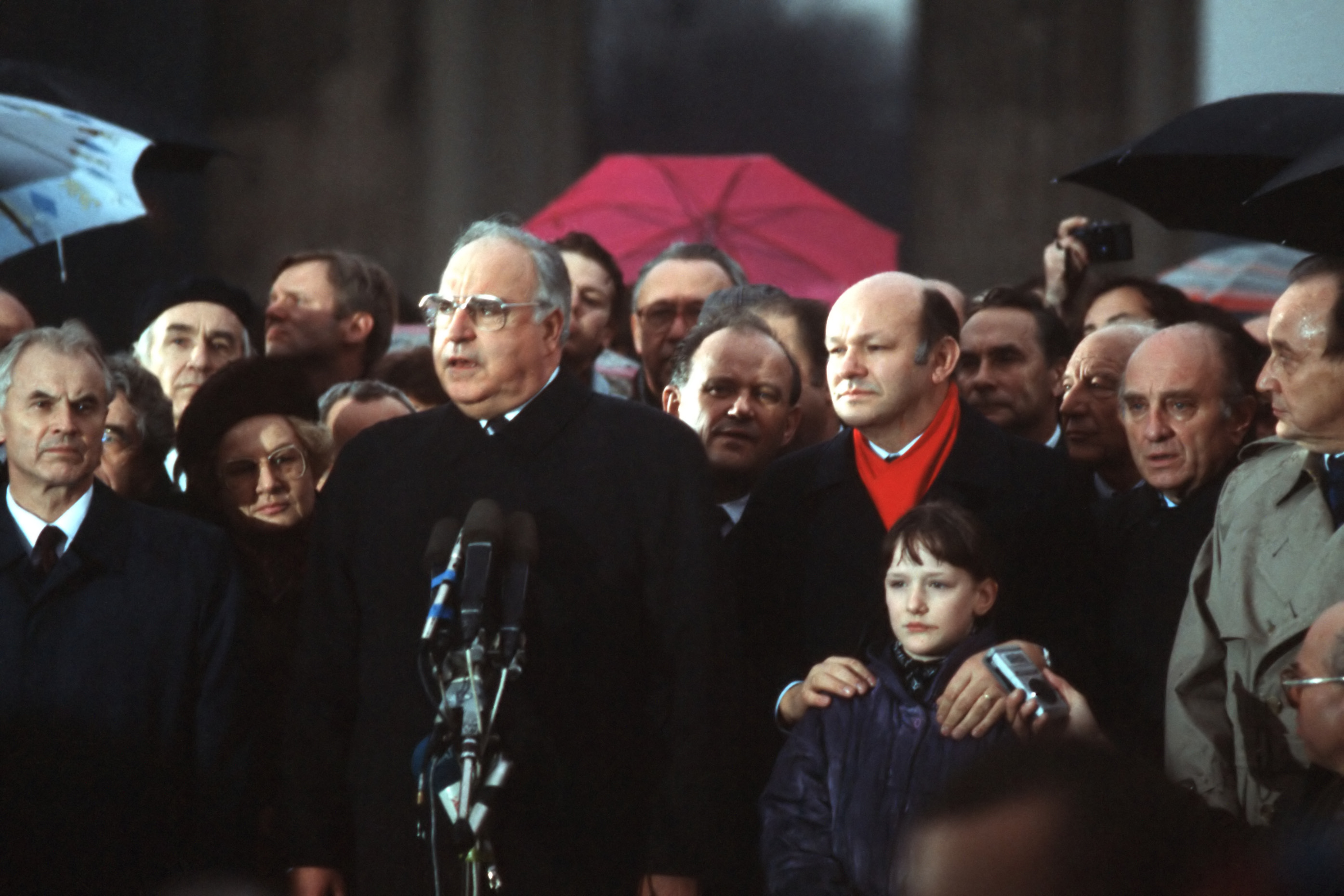

## Наш час
Згідно з Угодою про об'єднання Німеччини з возз'єднанням Німеччини 3 жовтня 1990 року Берлін ставав столицею німецької держави. З прийняттям цього договору чотири держави-союзниці припинили контроль над Берліном. Тим самим спірний юридичний статус Берліна був знятий, а берлінське питання остаточно вирішене. 2 грудня 1990 відбулися перші вибори в міські збори об'єднаного Берліна. Але бундестаг і федеральний уряд поки що знаходилися в Бонні. Лише після довгих і палких суперечок 20 червня 1991 бундестаг ухвалив рішення про переведення до столиці Берлін парламентських та урядових установ. Першим з конституційних органів об'єднаної Федеративної Республіки Німеччини в Берлін переїхав 1 січня 1994 федеральний президент Ріхард фон Вайцзеккер. 7 вересня 1999 розпочав роботу в Берліні бундестаг, а 29 вересня 2000 року — бундестаг. У 1996 році в Берліні і Бранденбурзі проводився референдум з питання злиття двох федеральних земель, наткнувшись на опір злиттю з боку Бранденбури. Скасовані після об'єднання Німеччини державні дотації та берлінський банківський скандал 1997 обернулися для міста — федеральної землі Берлін величезними фінансовими та податковими проблемами, що обмежують свободу дій міського уряду. Це привело в 2001 році до відставки правлячого бургомістра Еберхарда Діпгена на підставі вотуму недовіри, на цій посаді його змінив Клаус Воверайт.